# Bentfeld
Bentfeld is een plaats in de Duitse gemeente Delbrück, deelstaat Noordrijn-Westfalen, en telt 1.345 inwoners (31-12-2019).
Het dorp ligt aan de zuidoever van de Lippe. Aan de noordkant daarvan ligt het uit verspreid staande boerderijen bestaande gehucht Heddinghausen.
Nabij het dorp liggen enkele kleine meren. Deze zijn in de loop van de 20e eeuw ontstaan door zand- en grindwinning. De meren zijn nagenoeg ontoegankelijk.

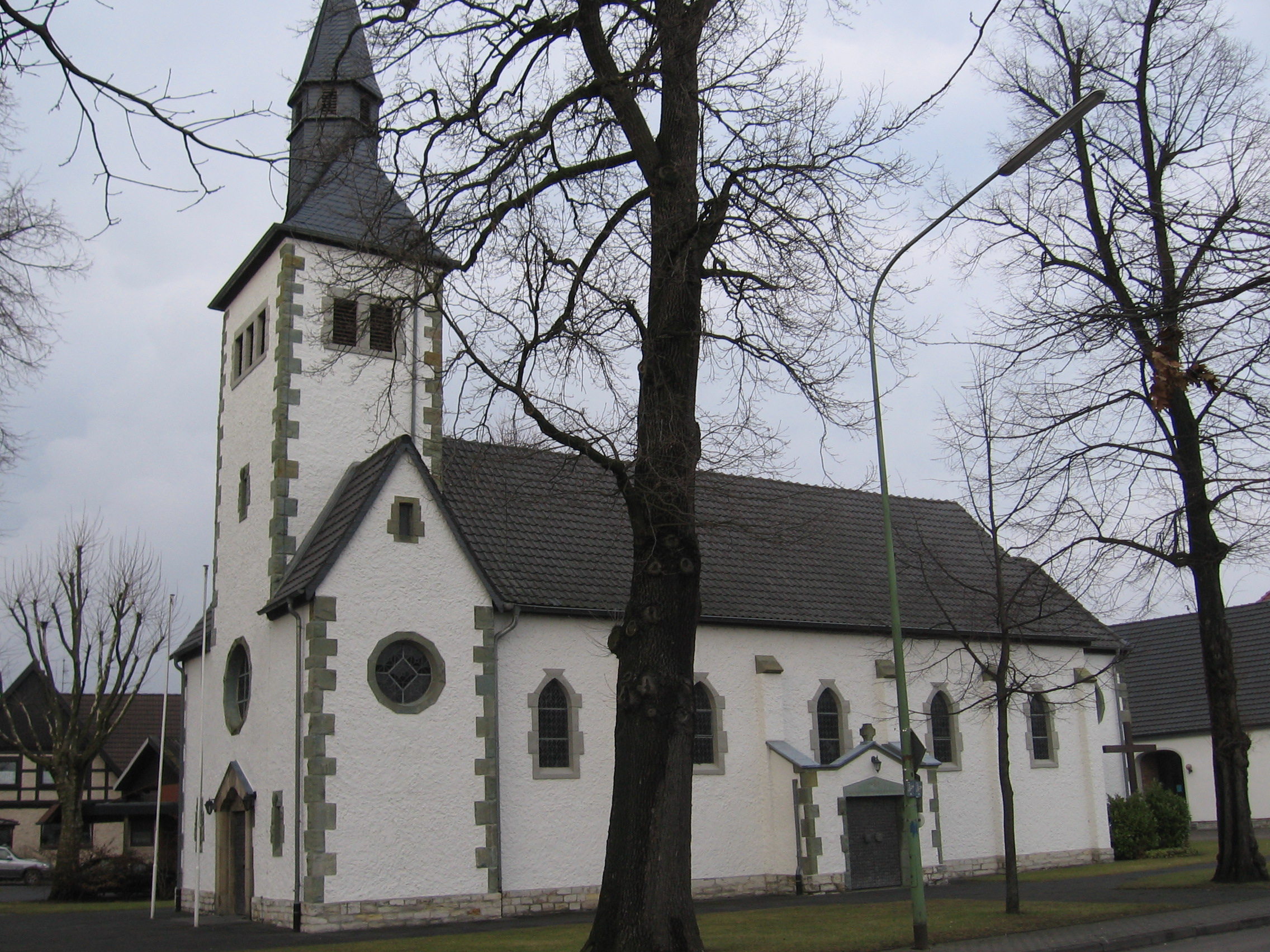
R.K. St.-Dionysiuskerk (1888; in de 20e eeuw diverse malen gerenoveerd en uitgebreid)